# نخبة الدهر فی عجائب البر و البحر
نخبة الدهر فی عجائب البر و البحر اثر شمس‌الدین ابو عبدالله محمد بن ابی طالب انصاری صوفی دمشقی، معروف به شیخ ربوه (تاریخ وفات ۷۲۷ ق) است. کتاب با ۹ باب دربارهٔ مباحث جغرافیایی و تاریخی است و به ذکر بسیاری از شگفتی‌های کره زمین با دو فصل نسبتاً کامل دربارهٔ نجوم و کانی‌شناسی پرداخته است.